# Masthermannia hirsuta
Masthermannia hirsuta är en kvalsterart som först beskrevs av Hartman 1949.  Masthermannia hirsuta ingår i släktet Masthermannia och familjen Nanhermanniidae. Inga underarter finns listade i Catalogue of Life.